# 働けば自由になる

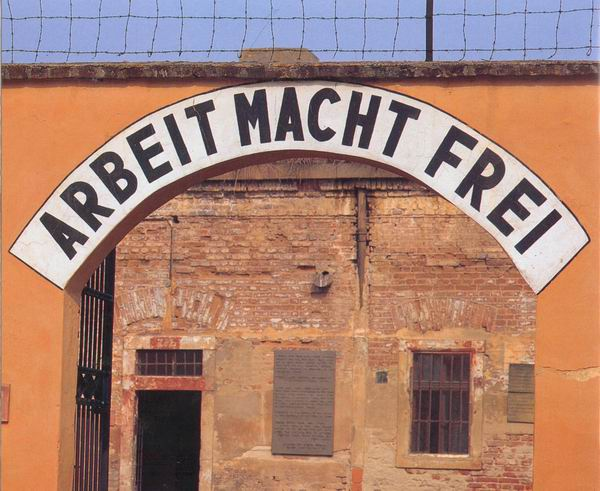
テレジーン強制収容所の門。

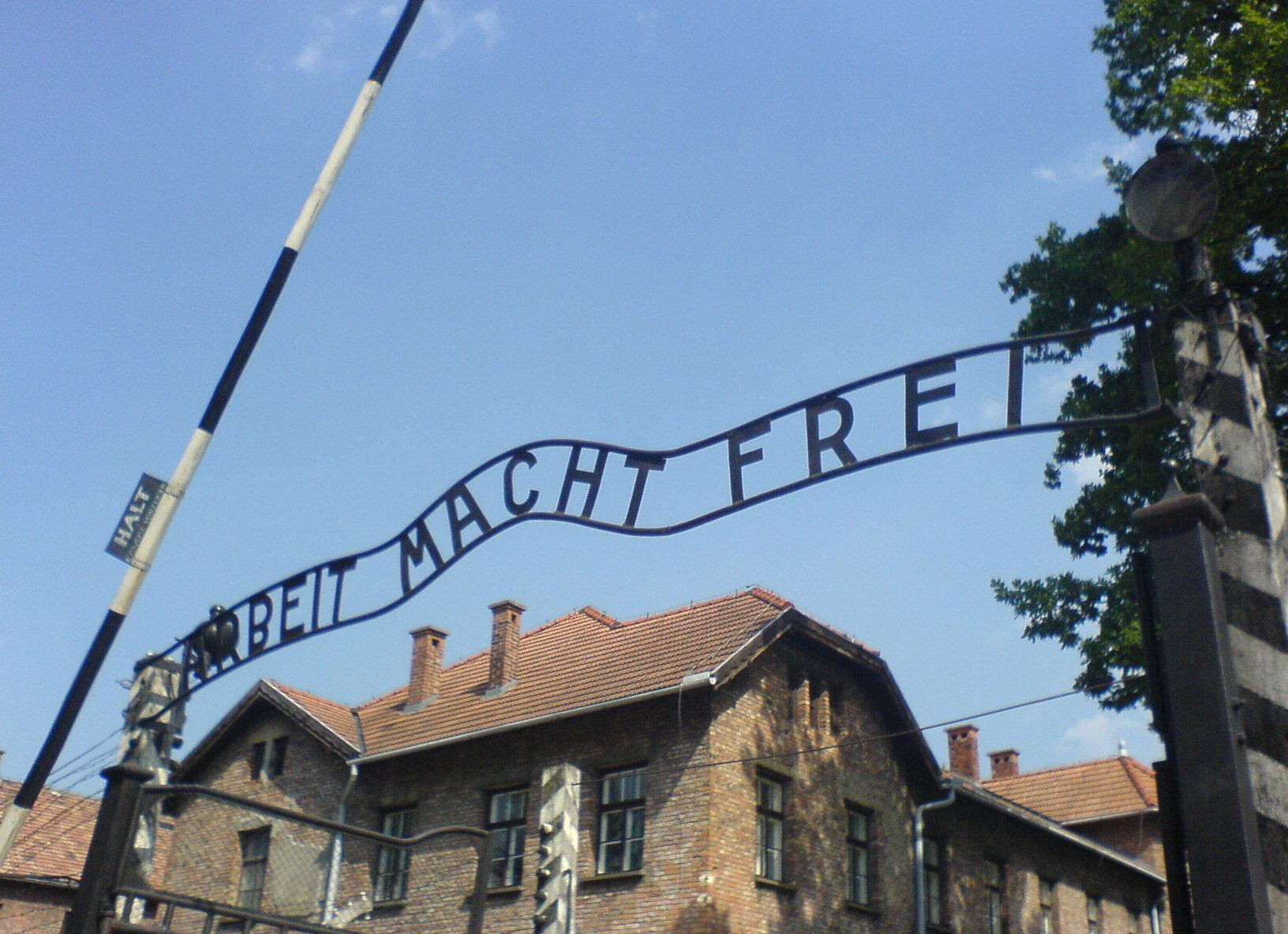
アウシュヴィッツ強制収容所（第1収容所）のアーチの門。
Bのプレートのみ明らかに上下逆に付けられているが、一説には設置作業にあたった囚人が、せめてもの抵抗として逆に取り付けたとも言われる。

「働けば自由になる」（はたらけばじゆうになる、独: Arbeit macht frei）は、そもそもは19世紀後半のドイツ人作家が用いた小説のタイトル。20世紀前半、ナチス・ドイツがユダヤ人を収容する強制収容所のスローガン及び強制収容所の門のアーチの文字に用いたことで幅広く知られる語となった（ナチスの造語ではない）。
尚、邦訳は定訳があるわけではなく、「働けば自由になれる」、「労働は人間を自由にする」、「労働で自由を得られる」、「労働が自由を生む」、「労働は自由への道」、「労働すれば自由になれる」、「労働は自由の元」など、様々に訳される。

## 概要
19世紀後半、ドイツ人作家ロレンツ・ディーフェンバッハが小説のタイトルとして用いたのが最初とされる。20世紀前半、ヴァイマル共和国期にこの標語が用いられたが、この際は失業対策として示された公共事業拡充に対しての表現であった。
1933年に政権を獲得したナチス政権がこの語を強制収容所に用いるようになり、多くの強制収容所の門にこの文言が記された。収容所にこの語を掲げることを提案したのはアルベルト・シュペーアであったが、彼の言によると当時よく知られた労働標語を掲げたに過ぎないとしている。
2021年1月、アメリカ連邦議会議事堂の襲撃の際に、暴徒の一人が「働けば自由になる」との標語を掲げたTシャツを着ていたことが判明。後日、暴力行為と治安紊乱行為、不法侵入した容疑などで男が逮捕されたが、アメリカのユダヤ人社会の反発と動揺を招いた。